# Chereușa
Chereușa (węg. Érkőrös) – wieś w Rumunii, w okręgu Satu Mare, w gminie Santău. W 2011 roku liczyła 538 mieszkańców. 